# Берчі-Бей
Берчі-Бей (англ. Birchy Bay) — містечко в Канаді, у провінції Ньюфаундленд і Лабрадор.

## Населення
За даними перепису 2016 року, містечко нараховувало 550 осіб, показавши скорочення на 2,8%, порівняно з 2011-м роком. Середня густина населення становила 11,1 осіб/км².
З офіційних мов обидвома одночасно володіли 5 жителів, тільки англійською — 545.
Працездатне населення становило 59,6% усього населення, рівень безробіття — 32,4% (32,4% серед чоловіків та 29,4% серед жінок). 95,6% осіб були найманими працівниками, а 4,4% — самозайнятими.
Середній дохід на особу становив $32 210 (медіана $21 664), при цьому для чоловіків — $40 043, а для жінок $23 955 (медіани — $31 552 та $19 008 відповідно).
28,9% мешканців мали закінчену шкільну освіту, не мали закінченої шкільної освіти — 42,1%, 28,9% мали післяшкільну освіту, з яких 9,1% мали диплом бакалавра, або вищий.
| Статево-вікова структура населення | Статево-вікова структура населення | Статево-вікова структура населення | Статево-вікова структура населення | Статево-вікова структура населення |
| ---------------------------------- | ---------------------------------- | ---------------------------------- | ---------------------------------- | ---------------------------------- |
|                                    |                                    |                                    |                                    |                                    |
| Всього                             | Всього                             | 50,9%49,1%                         |                                    |                                    |
| 0 — 14 років                       | 0 — 14 років                       |                                    | 11,7%                              | 11,7%                              |
| 15 — 64 років                      | 15 — 64 років                      |                                    | 64,9%                              | 64,9%                              |
| 65 і більше                        | 65 і більше                        |                                    | 23,4%                              | 23,4%                              |
| 85 і більше                        | 85 і більше                        |                                    | 1,8%                               | 1,8%                               |
| Середній вік (років)               | Середній вік (років)               | 47,748,8                           | 48,3                               | 48,3                               |
| Медіана (років)                    | Медіана (років)                    | 52,553,7                           | 52,8                               | 52,8                               |
| — чоловіки — жінки                 |                                    |                                    |                                    |                                    |

| Походження мешканців:     | Походження мешканців:     | Походження мешканців: | Походження мешканців: | Походження мешканців: |
| ------------------------- | ------------------------- | --------------------- | --------------------- | --------------------- |
| Походження                |                           |                       | осіб                  | %                     |
| Корінні американці        | Корінні американці        |                       | 10                    | 1.59%                 |
| Інше північноамериканське | Інше північноамериканське |                       | 440                   | 69.84%                |
| Європейське               | Європейське               |                       | 235                   | 37.3%                 |
| британське                | британське                |                       | 230                   | 36.51%                |

| Зайнятість населення за галузями (за класифікацією NOC): | Зайнятість населення за галузями (за класифікацією NOC): | Зайнятість населення за галузями (за класифікацією NOC): | Зайнятість населення за галузями (за класифікацією NOC): | Зайнятість населення за галузями (за класифікацією NOC): |
| -------------------------------------------------------- | -------------------------------------------------------- | -------------------------------------------------------- | -------------------------------------------------------- | -------------------------------------------------------- |
|                                                          |                                                          |                                                          |                                                          |                                                          |
| Управління                                               | Управління                                               |                                                          | 5,9%                                                     | 5,9%                                                     |
| Бізнес, фінанси та адміністрування                       | Бізнес, фінанси та адміністрування                       |                                                          | 4,4%                                                     | 4,4%                                                     |
| Освіта, правозахист, муніципальні та урядові служби      | Освіта, правозахист, муніципальні та урядові служби      |                                                          | 17,6%                                                    | 17,6%                                                    |
| Роздрібна торгівля та послуги                            | Роздрібна торгівля та послуги                            |                                                          | 23,5%                                                    | 23,5%                                                    |
| Гуртова торгівля, транспорт та обладнання                | Гуртова торгівля, транспорт та обладнання                |                                                          | 30,9%                                                    | 30,9%                                                    |
| Природні ресурси, сільське господарство                  | Природні ресурси, сільське господарство                  |                                                          | 10,3%                                                    | 10,3%                                                    |
| Виробництво                                              | Виробництво                                              |                                                          | 7,4%                                                     | 7,4%                                                     |

## Клімат
Середня річна температура становить 4°C, середня максимальна – 19,4°C, а середня мінімальна – -13°C. Середня річна кількість опадів – 1 085 мм.
| Клімат поселення                              | Клімат поселення | Клімат поселення | Клімат поселення | Клімат поселення | Клімат поселення | Клімат поселення | Клімат поселення | Клімат поселення | Клімат поселення | Клімат поселення | Клімат поселення | Клімат поселення | Клімат поселення |
| Показник                                      | Січ.             | Лют.             | Бер.             | Квіт.            | Трав.            | Черв.            | Лип.             | Серп.            | Вер.             | Жовт.            | Лист.            | Груд.            |                  |
| Середній максимум, °C                         | −2,21            | −2,65            | 1,40             | 6,73             | 11,70            | 16,45            | 19,42            | 19,24            | 14,92            | 9,58             | 4,89             | −0,59            |                  |
| Середня температура, °C                       | −7,39            | −7,83            | −3,8             | 1,53             | 6,51             | 11,27            | 16,18            | 16,00            | 11,68            | 6,35             | 1,64             | −3,84            |                  |
| Середній мінімум, °C                          | −12,59           | −13,02           | −8,99            | −3,66            | 1,33             | 6,05             | 12,94            | 12,75            | 8,44             | 3,09             | −1,62            | −7,09            |                  |
| Норма опадів, мм                              | 90               | 84               | 85               | 79               | 79               | 86               | 85               | 103              | 103              | 103              | 98               | 90               |                  |
| Середньомісячна швидкість вітру, м/с          | 6.42             | 6.09             | 5.98             | 5.59             | 5.18             | 4.89             | 4.57             | 4.69             | 5.19             | 5.74             | 6.21             | 6.50             |                  |
| Середньомісячна сонячна радіація, кДж/м²·день | 3550             | 6524             | 10617            | 14259            | 17309            | 19083            | 18853            | 15706            | 11507            | 6771             | 3773             | 2713             |                  |
| --------------------------------------------- | ---------------- | ---------------- | ---------------- | ---------------- | ---------------- | ---------------- | ---------------- | ---------------- | ---------------- | ---------------- | ---------------- | ---------------- | ---------------- |
| Джерело:                                      |                  |                  |                  |                  |                  |                  |                  |                  |                  |                  |                  |                  |                  |